# Earth Hour

Jardin botanique de Curitiba, Curitiba, Paraná, Brésil, 2010.

 (juin 2020).
Si vous disposez d'ouvrages ou d'articles de référence ou si vous connaissez des sites web de qualité traitant du thème abordé ici, merci de compléter l'article en donnant les références utiles à sa vérifiabilité et en les liant à la section « Notes et références ».
Earth Hour (littéralement Heure de la Terre en français, couramment appelé Une heure pour la planète) est une Journée internationale organisée chaque année le dernier samedi du mois de mars à l'initiative du WWF et du Sydney Morning Herald, un grand quotidien australien. Elle consiste à couper les lumières et débrancher les appareils électriques non essentiels pour une durée d'une heure afin de promouvoir l'économie d'électricité et, par conséquent, la réduction des émissions de gaz à effet de serre et la lutte contre le réchauffement climatique. 
La chaine de télévision Nickelodeon participe à cet événement[réf. nécessaire].

## Conception et édition 2007
En 2004, confronté à des découvertes scientifiques importantes, la WWF australienne a rencontré une agence de publicité, la Leo Burnett Worldwide. La ville de Sydney a « discuté des idées pour engager les Australiens sur la question du changement climatique ». L'idée d'un interrupteur à grande échelle a été inventé et développé en 2006, à l'origine sous le titre de travail "The Big Flick". La WWF Australienne a présenté son concept à Fairfax Media qui, avec l'aide de Clover Moore maire de Sydney, a accepté de soutenir l'événement. 
L'Earth Hour 2007 a eu lieu le samedi 31 mars 2007 de 19 h 30 à 20 h 30 à Sydney, en Australie, heure locale.
le 20 octobre 2007, San Francisco a lancé son propre programme Lights Out (« lumières éteintes ») inspiré par l'Earth Hour de Sydney. Après le succès de leur événement en octobre, les organisateurs ont décidé de se rallier avec la cause de l'Earth Hour prévu pour le mois de mars 2008. 

## Éditions suivantes
L'édition 2008 est la première édition mondiale, elle s'est déroulée le samedi 29 mars 2008 de 20 h à 21 h, dans 35 pays, en commençant en Nouvelle-Zélande et à l'est de l'Australie pour se conclure dans la ville de San Francisco.
L'édition 2009 s'est déroulée le samedi 28 mars 2009 de 20 h 30 à 21 h 30, aux heures locales. La troisième édition le 28 mars 2009 a connu une ampleur planétaire avec 88 pays participants.
L'éclairage de plusieurs monuments comme le pont de Sydney, les pyramides d'Égypte ou la tour Eiffel (mais seulement cinq minutes pour cette dernière) a cessé. Pour la première fois, les Nations unies y ont participé, éteignant leur immeuble à New York,.
En Belgique, 193 villes et communes belges, 329 entreprises et 500 000 familles ont participé à l'opération et la Grand Place, l'Atomium, la butte de Waterloo ou la cité de Namur ont été plongées dans le noir.
En France, 200 villes ont participé à l'opération en éteignant l'éclairage de leurs principaux monuments. RTE, le distributeur national d'électricité a indiqué que l'opération « Une heure pour la planète » s'était traduite par une baisse d'un peu plus de 1 % de la consommation nationale d’électricité, soit environ 800 mégawatts.
En 2010, la journée s'est déroulée le samedi 27 mars 2010 aux mêmes heures que l'édition précédente, c'est-à-dire de 20 h 30 à 21 h 30. À Boulogne-Billancourt, durant cette journée, 1 600 sculptures de panda, représentants les 1 600 pandas encore en vie dans le monde, étaient exposés sur sa grand-place. Cette édition a eu lieu 100 jours après le Sommet de Copenhague.
L'édition 2011 s'est déroulée le samedi 26 mars 2011 de 20 h 30 à 21 h 30, aux heures locales. 

L'édition 2012 s'est déroulée le samedi 31 mars 2012 de 20 h 30 à 21 h 30, aux heures locales.

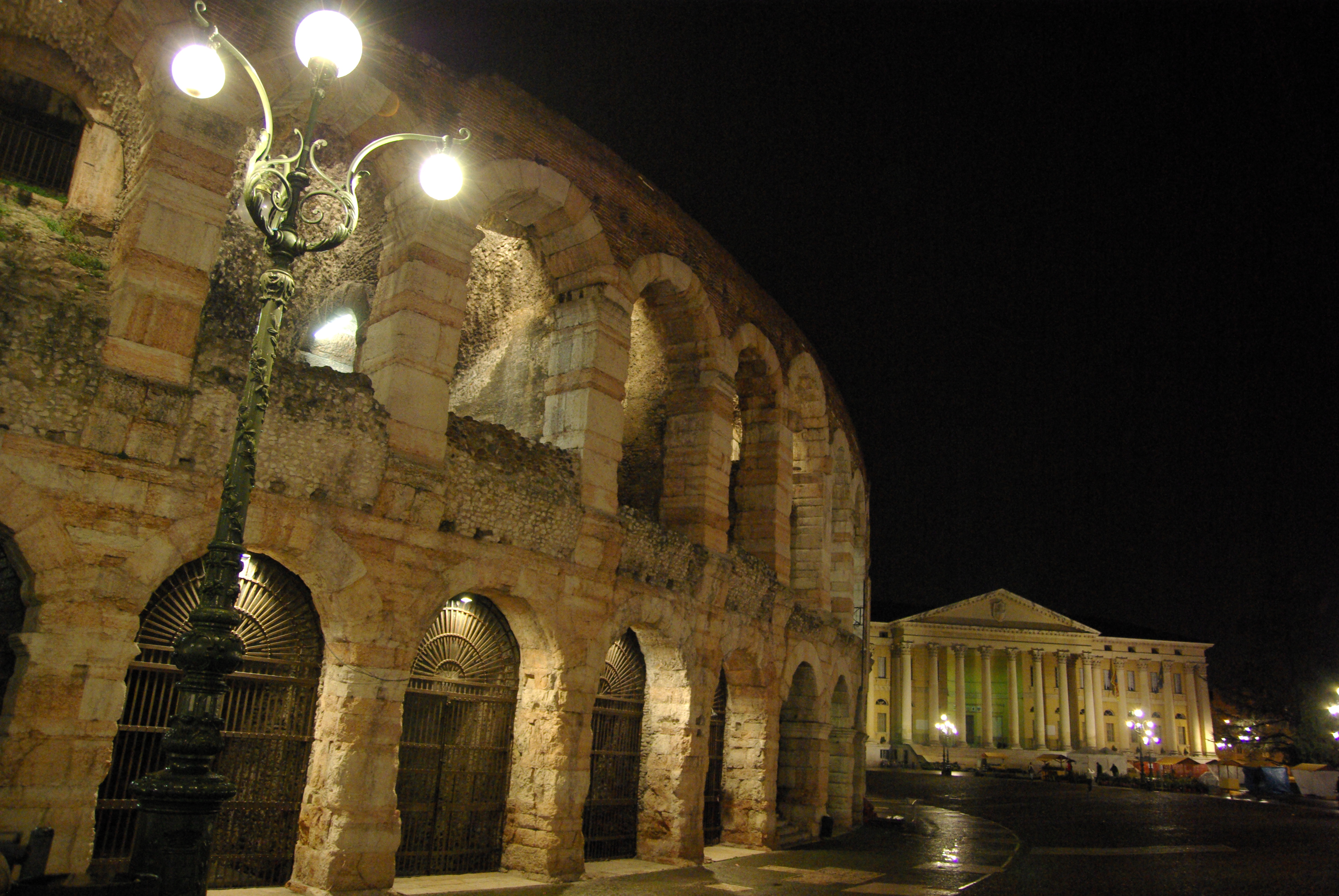
Vérone, Arena allumé sur le Bra place, dans le fond Mairie de Ville en 2013 WWF Vérone Paolo Villa.

L'édition 2014 s'est déroulée le samedi 29 mars 2014 de 20 h 30 à 21 h 30, aux heures locales. Cette année-là, neuf millions de personnes avaient éteint leurs lumières.
L'édition 2015 s'est déroulée le samedi 28 mars 2015 de 20 h 30 à 21 h 30, aux heures locales. 170 pays ont participé à cette édition.
L'Australie a donné le coup d'envoi de l'opération "Une heure pour la planète" lorsque l'Opéra et le pont de Sydney ont été les premiers monuments emblématiques dans le monde à être plongés dans le noir en cette année-clé pour la lutte contre le dérèglement climatique. Cette année, c'est 1200 monuments qui ont été éteints dont l'International Commerce Center du centre financier de Hong Kong, la grande roue de Yokohama au Japon, la Tour Eiffel ou encore Times Square à New York.
L'édition 2016 s'est déroulée le samedi 19 mars 2016 de 20 h 30 à 21 h 30, aux heures locales. C'est l'année du dixième anniversaire de la création initiale à Sydney.
L'édition 2017 a eu lieu le samedi 25 mars 2017.

L'édition 2018 s'est déroulée le 24 mars 2018 de 20 h 30 à 21 h 30, aux heures locales.

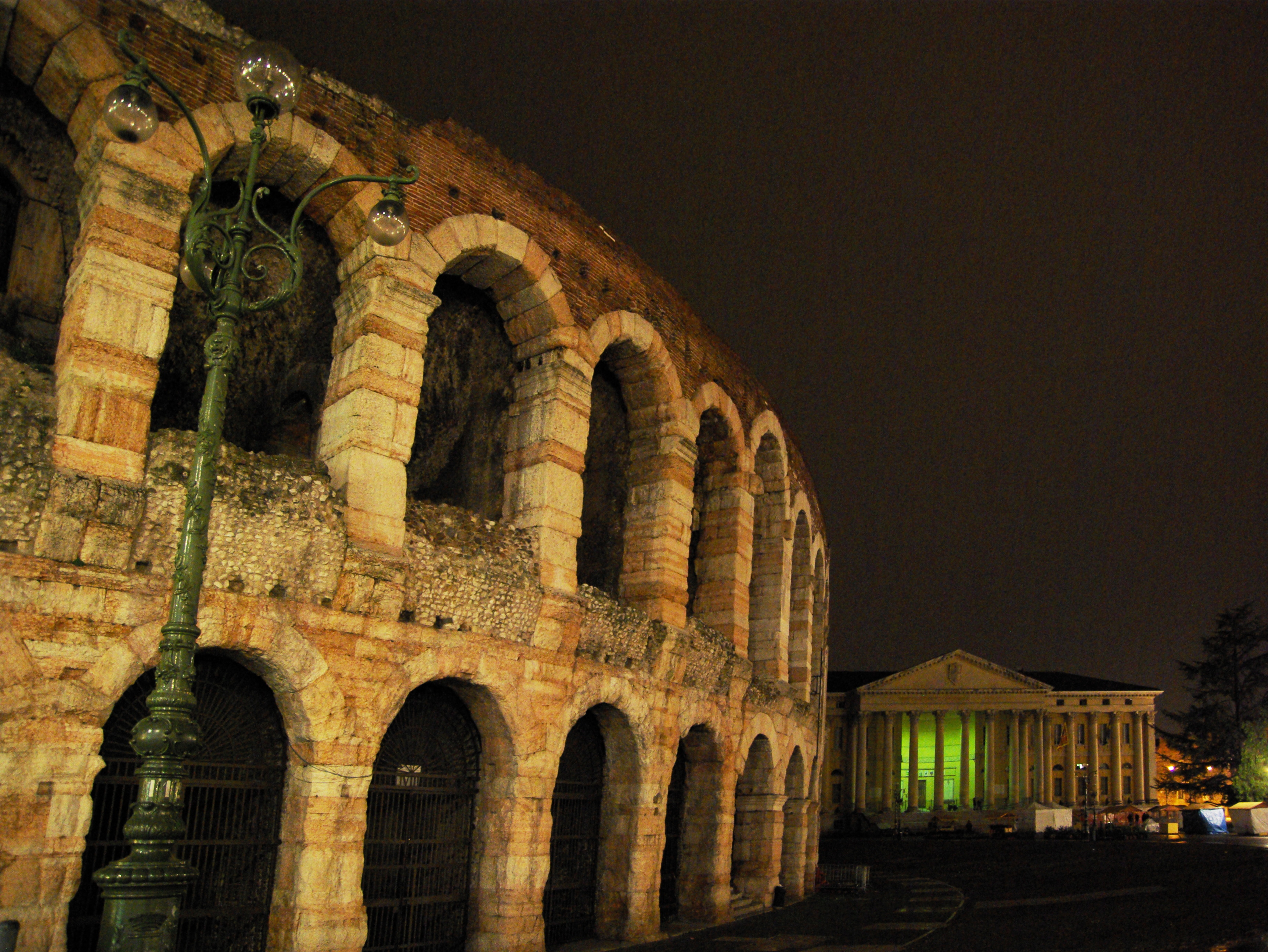
Vérone, Arena avec lumière éteinte sur le Bra place, dans le fond Mairie de Ville en 2013 WWF Vérone Paolo Villa.

L'édition 2019 a eu lieu le 30 mars 2019 de 20 h 30 à 21 h 30, aux heures locales.
L'édition 2025 a été avancée au 22 mars 2025 de 20 h 30 à 21 h 30, aux heures locales.

## Critique
Le professeur d'économie Ross McKitrick, par ailleurs climato-sceptique, a publié en 2009 une critique du principe de cette manifestation.
En synthèse, il estime que cette manifestation diabolise l'électricité alors que cette dernière est un progrès important pour l'humanité.